# Championnat de Suisse de football 1957-1958
Le championnat de Suisse de football de Ligue nationale A 1957-1958 voit la consécration du BSC Young Boys. Les Bernois obtiennent un deuxième titre consécutif, avec 8 points d’avance sur Grasshopper. Leur attaquant allemand Ernst Wechselberger est le meilleur buteur du championnat, avec 22 réussites. Le FC Bienne ne fait qu'une éphémère apparition dans la catégorie supérieure.

## Format
Le championnat se compose de 14 équipes. Les deux derniers sont relégués en Ligue nationale B.

## Classement final
| Place | Club                  | Pts | J  | V  | N | D  | Buts + | Buts - | Diff. |
| 1er   | BSC Young Boys        | 43  | 26 | 20 | 3 | 3  | 76     | 37     | +39   |
| 2e    | Grasshopper Zürich    | 35  | 26 | 16 | 3 | 7  | 81     | 47     | +34   |
| 3e    | FC Chiasso            | 35  | 26 | 15 | 5 | 6  | 56     | 43     | +13   |
| 4e    | FC La Chaux-de-Fonds  | 31  | 26 | 13 | 5 | 8  | 56     | 55     | +1    |
| 5e    | FC Granges            | 27  | 26 | 9  | 9 | 8  | 54     | 52     | +2    |
| 6e    | Lausanne-Sports       | 27  | 26 | 9  | 9 | 8  | 51     | 52     | -1    |
| 7e    | Young Fellows Zurich  | 25  | 26 | 10 | 5 | 11 | 57     | 54     | +3    |
| 8e    | Servette FC           | 24  | 26 | 10 | 4 | 12 | 50     | 47     | +3    |
| 9e    | FC Bâle               | 24  | 26 | 9  | 6 | 11 | 59     | 53     | +6    |
| 10e   | AC Bellinzone         | 21  | 26 | 8  | 5 | 13 | 35     | 52     | -17   |
| 11e   | FC Lugano             | 20  | 26 | 7  | 6 | 13 | 36     | 47     | -11   |
| 12e   | Urania Genève Sport 1 | 18  | 26 | 7  | 4 | 15 | 38     | 55     | -17   |
| 13e   | FC Winterthur 1       | 18  | 26 | 6  | 6 | 14 | 51     | 76     | -25   |
| 14e   | FC Bienne             | 16  | 26 | 6  | 4 | 16 | 25     | 55     | -30   |

1 Urania Genève Sport et FC Winterthur ayant terminé avec le même nombre de points, un match de barrage sera nécessaire pour les départager.

### Qualifications européennes
- BSC Young Boys : premier tour de la Coupe des clubs champions européens
- FC Bâle : premier tour de la Coupe des villes de foires
- Lausanne-Sports : premier tour de la Coupe des villes de foires

### Match de barrage
| Date        | Vainqueur           | Finaliste     | Score | Lieu  |  |
| 8 juin 1958 | Urania Genève Sport | FC Winterthur | 2 - 1 | Berne |  |

### Relégations
- FC Winterthur et FC Bienne sont relégués en Ligue nationale B
- FC Zurich et FC Lucerne sont promus en Ligue nationale A

## Résultats complets
RSSSF